# Veskelys (commune)
Veskelys (en carélien : Veškelüs, en finnois : Veskelys, en russe : Ве́шкелица, Veškelitsa) est une municipalité rurale du raïon de Suojärvi en république de Carélie.

## Géographie
Veskelys est situé à 38 kilomètres au sud-est de Suojärvi,.
La municipalité de Veskelys a une superficie de 640,8 km2.
Elle est bordée au nord Naistenjärvi du raïon de Suojärvi, à l'ouest par Suojärvi, au nord-est par Petrovski du raïon de  Kontupohja et à l'Est et au sud par les communes d'Essoila et de Vieljärvi du raïon de Priaja.
Environ 91,6 % de la superficie de Veskelys est constituée de forêts et 5,8 % de plans d'eau.

## Démographie
Recensements (*) ou estimations de la population
| 2009 | 2010 | 2013 | - |
| ---- | ---- | ---- | - |
| 630  | 508  | 529  | - |